# Мартинес Родригес, Хуан Пабло
Хуан Пабло Мартинес Родригес (исп. Juan Pablo Martínez Rodríguez; род. 4 февраля 1999) — мексиканский футболист, защитник «Ботафого РП».

## Клубная карьера
Мартинес — воспитанник клуба УАНЛ Тигрес. 12 января 2020 года в матче против «Атлетико Сан-Луис» он дебютировал в мексиканской Примере. Летом того же года Мартинес на правах аренды перешёл в «Венадос». 30 сентября в матче против «Канкуна» он дебютировал в Ассенсо MX. 2 апреля 2021 года в поединке против «Минерос де Сакатекас» Хуан забил свой первый гол за «Венадос». В 2022 году Мартинес перешёл в «Атлетико Сан-Луис». 4 июля в матче против «Леона» он дебютировал за новый клуб.
Летом 2023 года Мартинес на правах аренды перешёл в бразильский «Ботафого РП». 